# Arrêt Kadi
L’Arrêt Kadi du 3 septembre 2008, ou Arrêt de la Cour (grande chambre) du 3 septembre 2008 — Yassin Abdullah Kadi, Al Barakaat International Foundation/Conseil de l'Union européenne, Commission des Communautés européennes, Royaume-Uni de Grande-Bretagne et d'Irlande du Nord, est une décision de la Cour de justice des Communautés européennes (CJCE) qui concerne notamment les rapports entre le droit international public, et en particulier les résolutions du Conseil de sécurité des Nations unies, et le droit communautaire. La CJUE s'est alors déclarée compétente pour contrôler les actes communautaires pris en application de résolutions du Conseil prises sous le chapitre VII de la Charte des Nations unies.

## Faits
L'affaire concernait Yassin Abdullah Kadi, un citoyen d'Arabie saoudite, sujet à des sanctions économiques en raison de soupçons de certains États selon lesquels il serait lié à des activités terroristes ,.
Le Département du Trésor des États-Unis l'avait classifié en tant que Specially Designated Global Terrorist. Il était cité dans les résolutions 1267 et 1333 du Conseil de sécurité de l'ONU. Enfin, l'Union européenne l'avait également inclus dans ses listes noires le 19 octobre 2001 , ce qui avait eu pour effet de geler ses avoirs, pour une durée indéfinie et sans que les personnes visées ne puissent exercer de recours contre cette décision.
Par ailleurs, Al Barakat Foundation avait été inclus le 9 novembre 2001 sur la liste des organisations et personnes considérées par l'ONU comme proches d'Al-Qaïda ou des talibans établie par le comité créé par la résolution 1267 (1999), et par conséquent sur les listes noires européennes.

## Recours en première instance
Kadi et Al Barakaat International Foundation avaient alors déposé un recours en annulation contre ces règlements européens, alléguant que le Conseil n’était pas compétent pour adopter le règlement en cause et que ce règlement violait plusieurs de ses droits fondamentaux, notamment le droit de propriété et le droit à un procès équitable.
Celle-ci avait en effet nommément inclus cette fondation et Kadi dans les règlements 467/2001 et 881/2002, transposant en droit communautaire la position commune 2002/402/PESC, qui elle-même visait à appliquer les résolutions du Conseil de sécurité 1267 (1999), 1333 (2000) et 1390 (2002).
Cependant, le 21 septembre 2005, le Tribunal de première instance des Communautés européennes (TPI) rejetait ces pourvois, entérinant donc ces règlements. Le Tribunal considérait notamment que les juridictions de l'Union européenne disposaient d'une compétence limitée concernant l'interprétation de règlements communautaires pris en application de résolutions du Conseil de sécurité sous le chapitre VII de la Charte des Nations unies. En d'autres termes, la Charte, traité international, devait primer sur le droit communautaire; la juridiction s'est déclarée compétente uniquement pour ce qui est du contrôle de conformité à l'égard des règles impératives du jus cogens.
Le TPI considérait non seulement que, par voie du transfert de souveraineté des États-membres de l'UE vers la Communauté européenne, celle-ci était liée à la Charte des Nations unies bien qu'elle ne soit pas, en tant que telle membre de l'ONU, mais en plus que les violations au droit à un procès équitable et au droit d’être entendu étaient acceptables au regard de « l’intérêt général essentiel qu’il y a à ce que la paix et la sécurité internationales soient maintenues face à une menace clairement identifiée par le Conseil des nations Unies » (CJCE, Kadi, §289).

## Arrêt de la CJCE
En 2008, la Cour de justice des communautés européennes a cassé les arrêts du Tribunal de première instance des Communautés européennes qui avaient débouté Kadi et Al Barakaat (affaires 21 septembre 2005, Yassin Abdullah Kadi et Al Barakaat International Foundation / Conseil et Commission, aff. T-306/01):
« Le règlement (CE) no 881/2002 du Conseil, du 27 mai 2002, instituant certaines mesures restrictives spécifiques à l'encontre de certaines personnes et entités liées à Oussama ben Laden, au réseau Al-Qaïda et aux talibans, et abrogeant le règlement (CE) no 467/2001 du Conseil interdisant l'exportation de certaines marchandises et de certains services vers l'Afghanistan, renforçant l'interdiction des vols et étendant le gel des fonds et autres ressources financières décidées à l'encontre des talibans d'Afghanistan, est annulé pour autant qu'il concerne M. Kadi et Al Barakaat International Foundation. »
Cependant, la CJCE ajouta:
« Les effets du règlement no 881/2002, pour autant qu'il concerne M. Kadi et Al Barakaat International Foundation, sont maintenus pendant une période ne pouvant excéder trois mois à compter de la date du prononcé du présent arrêt. »
La CJCE a affirmé la prééminence des principes fondamentaux du droit communautaire sur les résolutions du Conseil de sécurité et la validité de son contrôle judiciaire sur ces actes, précisant que les gouvernements des États-membres de l'Union européenne avaient violé les droits de la défense, son droit à un recours juridictionnel effectif et son droit à la propriété. En cela, elle suivait les conclusions de l'avocat général Poiares Maduro qui recommandait de prendre en compte l'ensemble des récriminations du pourvoi des défendeurs.
Selon un certain commentateur :
« À travers cet argument, et à l’appui d’allusions répétées dans l’arrêt aux « principes constitutionnels » du droit communautaire, la Cour semble se déclarer en faveur d’un mouvement de « constitutionnalisation » de l’ordre juridique communautaire,. »
La Cour n'a pas remis en cause l'article 103 de la Charte des Nations unies, qui dispose :
« En cas de conflit entre les obligations des Membres des Nations unies en vertu de la présente Charte et leurs obligations en vertu de tout autre accord international, les premières prévaudront. »
Elle n'a fait qu'affirmer son pouvoir de contrôle judiciaire sur les règlements appliquant les obligations découlant de la Charte et non sur ces dernières elles-mêmes.

## Épilogue
La décision a été acclamée par certains (par exemple l'eurodéputée Sarah Ludford) au nom de la défense des droits de l'homme, mais d'autres ont critiqué ce qui leur semblait être une position dualiste de la Cour.
Aucune des preuves sur lesquelles ces sanctions avaient été fondées n'a été rendue publique.
La résolution 1822 du 30 juin 2008 répondait partiellement à ces objections, en rendant publics certains éléments amenés par les États en vue de l'inscription de groupes ou d'individus sur les listes noires de l'ONU .
Néanmoins, le 22 octobre 2008, le rapporteur aux droits de l'homme Martin Scheinin (en) suggéra au Conseil de sécurité une plus grande transparence dans l'établissement de ces sanctions.
Au niveau du Comité 1267 de l'ONU, les représentants de la Norvège et du Liechtenstein ont plaidé en 2009 pour la mise en place d’un panel d’experts indépendants nommé par le Conseil de sécurité et qui serait chargé d’assister le Comité lors des procédures d’inscription sur la liste noire et de radiation de ses rangs. Ils ont estimé que cela limiterait le risque de recours contre des sanctions ciblées dans le cadre de juridictions nationales ou régionales.
En accord avec ces recommandations, le comité s'est doté d'un médiateur en juin 2010 chargé de l'aider à examiner les demandes de radiation reçues de personnes et d’entités soumises aux sanctions imposées par le Conseil de sécurité qui souhaitent que leur nom soit rayé de la Liste récapitulative établie par le Comité, la juge canadienne Kimberly Prost.
Après l’arrêt de la CJUE, M. Kadi aurait dû bénéficier d'une garantie juridictionnelle, protégeant effectivement son droit de contester les sanctions qu'il se voyait infliger depuis de nombreuses années (10 ans). Ainsi le règlement portant sur le gel des fonds à la suite des résolutions du conseil des Nations unies fut modifié. Néanmoins, M. Kadi exerce un recours en annulation de ce règlement devant le tribunal de l'UE qui statue le 30 septembre 2010. Le tribunal va constater qu'il y a toujours une absence de recours effectif contre les sanctions, aucun tribunal impartial ne fut en place, le seul droit de la défense dont bénéficie le requérant étant de « présenter ses observations ».
Le tribunal va en effet se livrer à un contrôle complet et concret sur les sanctions infligées et leur justification. Ainsi tous les éléments d'informations doivent lui être communiqués et M. Kadi doit pouvoir faire valoir tout élément de preuve. Dans le cadre d'un recours juridictionnel, la confidentialité ne saurait lui être opposée. Le juge dispose d'un large pouvoir d’appréciation pour déterminer les faits à prendre en considération (CJUE, OMPI, 2008). Mais aucun élément permettant un tel contrôle ne lui fut communiqué, ainsi est aussi violé le droit à un recours juridictionnel effectif qu'aurait pu exercer M. Kadi.
Le tribunal en conclut que le règlement doit être annulé et l'atteinte au droit de propriété étant « considérable », il n'y a pas lieu de reporter dans le temps les effets de l'annulation, contrairement à ce que la Cour décida en 2008.

## Sources